# VM i ishockey 2004 (kvinder)
VM i ishockey for kvinder 2004 var det 9. VM i ishockey for kvinder. Mesterskabet blev arrangeret af IIHF og afviklet i fire niveauer med i alt 27 landshold. Turneringerne blev afviklet på forskellige terminer i foråret 2004.
Verdensmesterskabet (9 hold) i Halifax og Dartmouth, Canada i perioden 30. marts – 6. april 2004.
1. division (6 hold) i Ventspils, Letland i perioden 14. – 20. marts 2004
2. division (6 hold) i Sterzing, Italien i perioden 14. – 20. marts 2004
3. division (6 hold) i Maribor, Slovenien i perioden 21. – 28. marts 2004
For ottende gang i træk vandt Canada kvindernes VM, mens USA for ottende gang i træk vandt sølv. Bronzemedaljerne blev vundet af Finland, der besejrede Sverige i bronzekampen.

## Samlet rangering
| VM     | VM       |
| ------ | -------- |
| Guld   | Canada   |
| Sølv   | USA      |
| Bronze | Finland  |
| 4.     | Sverige  |
| 5.     | Rusland  |
| 6.     | Tyskland |
| 7.     | Kina     |
| 8.     | Schweiz  |
| 9.     | Japan    |

| 1. division | 1. division |
| ----------- | ----------- |
| 10.         | Kasakhstan  |
| 11.         | Tjekkiet    |
| 12.         | Letland     |
| 13.         | Frankrig    |
| 14.         | Norge       |
| 15.         | Nordkorea   |

| 2. division | 2. division    |
| ----------- | -------------- |
| 16.         | Danmark        |
| 17.         | Italien        |
| 18.         | Slovakiet      |
| 19.         | Holland        |
| 20.         | Australien     |
| 21.         | Storbritannien |

| 3. division | 3. division |
| ----------- | ----------- |
| 22.         | Østrig      |
| 23.         | Slovenien   |
| 24.         | Ungarn      |
| 25.         | Belgien     |
| 26.         | Rumænien    |
| 27.         | Sydkorea    |

## VM
Canada var VM-værtsland for fjerde gang. De fleste af kampene blev afviklet i Halifax, Nova Scotia. En af de indledende grupper og nedrykningsrunden blev dog spillet i nabobyen Dartmouth.
VM havde deltagelse af ni hold, fordi VM 2003 blev aflyst på grund af SARS-udbruddet. Derfor blev der ikke fundet en nedrykker fra VM til at erstatte oprykkeren fra 1. division. Til gengæld blev der dette år fundet to nedrykkere, så VM-feltet igen blev reduceret til otte hold fra næste VM.
I den indledende runde spillede holdene i tre grupper med tre hold. De tre gruppevindere gik videre til kvalifikationsrunden, hvor de i gruppe D spillede om de to pladser i finalen. De tre gruppetoere gik videre til kvalifikationsrundens gruppe E, hvor der blev spillet om én plads i bronzekampen mod treeren fra gruppe D. De tre gruppetreere gik videre til nedrykningsrunden, hvor de spillede om at undgå de to sidste pladser og nedrykning til 1. division.

### Indledende runde
De tre gruppevindere gik videre til kvalifikationsrundens gruppe D, de tre toere gik videre til kvalifikationsrundens gruppe E, mens de tre treere gik videre til nedrykningsrunden.
GRUPPE A i Halifax
| Dato  | Kamp              | Res. | Perioder      |
| ----- | ----------------- | ---- | ------------- |
| 30.3. | Kina - Canada     | 0-11 | 0-4, 0-3, 0-4 |
| 31.3. | Tyskland - Kina   | 4-2  | 0-1, 1-1, 3-0 |
| 1.4.  | Canada - Tyskland | 13-0 | 8-0, 3-0, 2-0 |

| Gruppe A | Kampe | Mål  | Point |
| -------- | ----- | ---- | ----- |
| Canada   | 2     | 24-0 | 4     |
| Tyskland | 2     | 4-15 | 2     |
| Kina     | 2     | 2-15 | 0     |

GRUPPE B i Halifax
| Dato  | Kamp              | Res. | Perioder      |
| ----- | ----------------- | ---- | ------------- |
| 30.3. | Schweiz - USA     | 1-9  | 1-1, 0-4, 0-4 |
| 31.3. | Rusland - Schweiz | 2-1  | 1-0, 1-0, 0-1 |
| 1.4.  | USA - Rusland     | 8-0  | 2-0, 2-0, 4-0 |

| Gruppe B | Kampe | Mål  | Point |
| -------- | ----- | ---- | ----- |
| USA      | 2     | 17-1 | 4     |
| Rusland  | 2     | 2-9  | 2     |
| Schweiz  | 2     | 2-11 | 0     |

GRUPPE C i Dartmouth
| Dato  | Kamp              | Res. | Perioder      |
| ----- | ----------------- | ---- | ------------- |
| 30.3. | Japan - Sverige   | 2-8  | 0-2, 2-4, 0-2 |
| 31.3. | Finland - Japan   | 1-0  | 1-0, 0-0, 0-0 |
| 1.4.  | Sverige - Finland | 2-2  | 2-0, 0-1, 0-1 |

| Gruppe C | Kampe | Mål  | Point |
| -------- | ----- | ---- | ----- |
| Sverige  | 2     | 10-4 | 3     |
| Finland  | 2     | 3-2  | 3     |
| Japan    | 2     | 2-9  | 0     |

### Nedrykningsrunde
De tre treere fra den indledende runde spillede om at undgå to nedrykningspladser til 1. division.
| Dato | Kamp            | Tid | Perioder      |
| ---- | --------------- | --- | ------------- |
| 3.4. | Kina - Schweiz  | 6-3 | 2-1, 3-1, 1-1 |
| 4.4. | Japan - Kina    | 2-5 | 0-2, 0-1, 2-2 |
| 5.4. | Schweiz - Japan | 4-0 | 0-0, 1-0, 3-0 |

| Nedrykningsrunde | Kampe | Mål  | Point |
| ---------------- | ----- | ---- | ----- |
| Kina             | 2     | 11-5 | 4     |
| Schweiz          | 2     | 7-6  | 2     |
| Japan            | 2     | 2-9  | 0     |

Dermed rykkede Schweiz og Japan ned i 1. division.

### Kvalifikationsrunde
I gruppe D spillede de tre gruppevindere om to pladser i VM-finalen, mens holdet, der sluttede på tredjepladsen måtte tage til takke med at spille bronzekamp mod vinderen af gruppe E, der bestod af de tre hold, der sluttede på andenpladserne i de indledende grupper.
GRUPPE D i Halifax
| Dato | Kamp             | Tid | Perioder      |
| ---- | ---------------- | --- | ------------- |
| 3.4. | Canada - USA     | 1-3 | 1-2, 0-1, 0-0 |
| 4.4. | Sverige - Canada | 1-7 | 1-0, 0-4, 0-3 |
| 5.4. | USA - Sverige    | 9-2 | 3-1, 1-1, 5-0 |

| Gruppe D | Kampe | Mål  | Point |
| -------- | ----- | ---- | ----- |
| USA      | 2     | 12-3 | 4     |
| Canada   | 2     | 8-4  | 2     |
| Sverige  | 2     | 3-16 | 0     |

Dermed kvalificerede USA og Canada sig til finalen, og Sverige gik videre til bronzekampen.
GRUPPE E i Halifax
| Dato | Kamp               | Tid | Perioder      |
| ---- | ------------------ | --- | ------------- |
| 3.4. | Tyskland - Rusland | 2-4 | 0-1, 2-2, 0-1 |
| 4.4. | Finland - Tyskland | 4-0 | 2-0, 1-0, 1-0 |
| 5.4. | Rusland - Finland  | 1-2 | 1-0, 0-2, 0-0 |

| Gruppe E | Kampe | Mål | Point |
| -------- | ----- | --- | ----- |
| Finland  | 2     | 6-1 | 4     |
| Rusland  | 2     | 5-4 | 2     |
| Tyskland | 2     | 2-8 | 0     |

Dermed kvalificerede Finland sig til bronzekampen, mens Rusland og Tyskland sluttede som nr. 5 og 6.

### Finaler
| Kamptype   | Dato | Kamp              | Tid | Perioder      |
| ---------- | ---- | ----------------- | --- | ------------- |
| Bronzekamp | 6.4. | Finland - Sverige | 3-2 | 1-0, 1-2, 1-0 |
| Finale     | 6.4. | USA - Canada      | 0-2 | 0-0, 0-1, 0-1 |

## 1. division
VM i 1. division blev spillet den 14. – 20. marts 2004 i den lettiske by Ventspils. Turneringen havde deltagelse af seks hold, der spillede om én oprykningsplads til VM og to nedrykningspladser til 2. division.
| Dato  | Kamp                   | Res. | Perioder      |
| ----- | ---------------------- | ---- | ------------- |
| 14.3. | Norge - Frankrig       | 3-3  | 1-2, 2-0, 0-1 |
| 14.3. | Letland - Tjekkiet     | 1-4  | 0-1, 1-3, 0-0 |
| 14.3. | Nordkorea - Kasakhstan | 1-4  | 0-0, 1-4, 0-0 |
| 15.3. | Tjekkiet - Norge       | 4-3  | 2-2, 0-0, 2-1 |
| 15.3. | Frankrig - Nordkorea   | 6-0  | 3-0, 3-0, 0-0 |
| 15.3. | Kasakhstan - Letland   | 3-3  | 0-3, 1-0, 2-0 |
| 17.3. | Kasakhstan - Norge     | 1-0  | 1-0, 0-0, 0-0 |
| 17.3. | Tjekkiet - Frankrig    | 3-3  | 1-1, 1-1, 1-1 |
| 17.3. | Nordkorea - Letland    | 1-4  | 0-0, 0-1, 1-3 |
| 18.3. | Frankrig - Kasakhstan  | 0-4  | 0-2, 0-0, 0-2 |
| 18.3. | Tjekkiet - Nordkorea   | 8-1  | 0-1, 6-0, 2-0 |
| 18.3. | Letland - Norge        | 7-5  | 4-0, 0-2, 3-3 |
| 20.3. | Norge - Nordkorea      | 7-2  | 2-0, 3-1, 2-1 |
| 20.3. | Frankrig - Letland     | 2-3  | 1-0, 1-1, 0-2 |
| 20.3. | Kasakhstan - Tjekkiet  | 3-0  | 1-0, 1-0, 1-0 |

| 1. division | Kampe | Mål   | Point |
| ----------- | ----- | ----- | ----- |
| Kasakhstan  | 5     | 15-4  | 9     |
| Tjekkiet    | 5     | 19-11 | 7     |
| Letland     | 5     | 18-15 | 7     |
| Frankrig    | 5     | 14-13 | 4     |
| Norge       | 5     | 18-17 | 3     |
| Nordkorea   | 5     | 5-29  | 0     |

Kasakhstan rykkede op i den bedste række til VM 2005, mens Norge og Nordkorea rykkede ned i 2. division. De blev erstattet af Schweiz og Japan, der rykkede ned fra VM, mens Danmark rykkede op fra 2. division.

## 2. division
VM i 2. division blev spillet den 14. – 20. marts 2004 i den norditalienske by Sterzing. Turneringen havde deltagelse af seks hold, der spillede om én oprykningsplads til 1. division og to nedrykningspladser til 3. division.
| Dato  | Kamp                        | Res. | Perioder      |
| ----- | --------------------------- | ---- | ------------- |
| 14.3. | Holland - Slovakiet         | 1-5  | 0-0, 1-3, 0-2 |
| 14.3. | Storbritannien - Danmark    | 2-3  | 0-1, 2-1, 0-1 |
| 14.3. | Australien - Italien        | 0-7  | 0-2, 0-4, 0-1 |
| 15.3. | Danmark - Holland           | 4-1  | 1-0, 1-0, 2-1 |
| 15.3. | Slovakiet - Australien      | 8-1  | 2-0, 3-1, 3-0 |
| 15.3. | Italien - Storbritannien    | 10-2 | 2-1, 3-1, 5-0 |
| 17.3. | Danmark - Australien        | 10-0 | 1-0, 5-0, 4-0 |
| 17.3. | Storbritannien - Holland    | 0-1  | 0-1, 0-0, 0-0 |
| 17.3. | Slovakiet - Italien         | 1-2  | 1-1, 0-1, 0-0 |
| 18.3. | Holland - Australien        | 5-1  | 2-0, 0-1, 3-0 |
| 18.3. | Slovakiet - Storbritannien  | 11-0 | 4-0, 3-0, 4-0 |
| 18.3. | Italien - Danmark           | 1-4  | 0-1, 0-2, 1-1 |
| 20.3. | Danmark - Slovakiet         | 3-3  | 0-0, 1-2, 2-1 |
| 20.3. | Australien - Storbritannien | 4-2  | 1-0, 0-0, 3-2 |
| 20.3. | Italien - Holland           | 4-0  | 1-0, 2-0, 1-0 |

| 2. division    | Kampe | Mål  | Point |
| -------------- | ----- | ---- | ----- |
| Danmark        | 5     | 24-7 | 9     |
| Italien        | 5     | 24-7 | 8     |
| Slovakiet      | 5     | 28-7 | 7     |
| Holland        | 5     | 8-14 | 4     |
| Australien     | 5     | 6-32 | 2     |
| Storbritannien | 5     | 6-29 | 0     |

Dermed rykkede Danmark op i 1. division til næste VM, mens Australien og Storbritannien rykkede ned i 3. division. De blev erstattet af Norge og Nordkorea, der rykkede ned fra 1. division, og Østrig, som rykkede op fra 3. division.

## 3. division
VM i 3. division blev spillet den 21. – 28. marts 2004 i Maribor i Slovenien. Turneringen havde deltagelse af seks hold, der spillede om én oprykningsplads til 2. division og to nedrykningspladser til den 4. division, som blev indført året efter.
| Dato  | Kamp                 | Res. | Perioder      |
| ----- | -------------------- | ---- | ------------- |
| 21.3. | Østrig - Ungarn      | 8-1  | 2-0, 1-0, 5-1 |
| 21.3. | Sydkorea - Belgien   | 1-2  | 0-0, 0-1, 1-1 |
| 21.3. | Rumænien - Slovenien | 0-5  | 1-2, 0-2, 0-4 |
| 22.3. | Belgien - Østrig     | 1-10 | 0-5, 1-3, 0-2 |
| 22.3. | Ungarn - Rumænien    | 3-0  | 0-0, 0-0, 3-0 |
| 22.3. | Slovenien - Sydkorea | 10-1 | 1-1, 5-0, 4-0 |
| 24.3. | Rumænien - Sydkorea  | 4-3  | 0-0, 1-1, 3-2 |
| 24.3. | Belgien - Ungarn     | 3-4  | 1-1, 1-2, 1-1 |
| 24.3. | Slovenien - Østrig   | 1-3  | 0-1, 1-1, 0-1 |
| 25.3. | Belgien - Rumænien   | 6-0  | 2-0, 1-0, 3-0 |
| 25.3. | Sydkorea - Østrig    | 1-10 | 1-2, 0-4, 0-4 |
| 25.3. | Ungarn - Slovenien   | 3-8  | 0-4, 3-2, 0-2 |
| 27.3. | Ungarn - Sydkorea    | 4-1  | 2-1, 1-0, 1-0 |
| 27.3. | Østrig - Rumænien    | 4-0  | 1-0, 1-0, 2-0 |
| 27.3. | Slovenien - Belgien  | 4-1  | 1-0, 1-1, 2-0 |

| 3. division | Kampe | Mål   | Point |
| ----------- | ----- | ----- | ----- |
| Østrig      | 5     | 35-4  | 10    |
| Slovenien   | 5     | 28-8  | 8     |
| Ungarn      | 5     | 15-20 | 6     |
| Belgien     | 5     | 13-19 | 4     |
| Rumænien    | 5     | 4-21  | 2     |
| Sydkorea    | 5     | 7-30  | 0     |

Dermed rykkede Østrig op i 2. division til næste VM, og de blev erstattet af Australien og Storbritannien, der rykkede ned fra 2. division. Rumænien og Sydkorea rykkede ned i den nyindstiftede 4. division, og de blev erstattet af Sydafrika, der blev seedet ind i 3. division til næste VM.